# Idiothauma
Idiothauma is een geslacht van vlinders van de familie bladrollers (Tortricidae).

## Soorten
- I. africanum Walsingham, 1897
- I. malgassicella Viette, 1958
- I. rigatiella (Ghesquière, 1940)